# 盖-吕萨克定律
蓋-呂薩克定律（英語：Gay-Lussac's law）是指在同溫同壓下，氣體相互之間按照簡單體積比例進行反應，並且生成的任一氣體產物也與反應氣體的體積成簡單整數比。此一化學定律是由法國化學家雅克·查理（1787年）和約瑟夫·路易·給呂薩克（1802年）各自獨立發現，並在在1808年由給呂薩克發表。此一定律也被稱為查理定律、道爾頓定律或阿蒙顿定律。給呂薩克定律可以分成兩個子定律，一個是定壓查理定律，另一個則是定容查理定律。

## 定壓查理定律
定壓查理定律是指定量定壓的理想氣體，體積與絕對溫度成正比，即 {\displaystyle {V_{1} \over V_{2}}={T_{1} \over T_{2}}}。通常會將此關係式改寫為{\displaystyle P_{T}=P_{0}(1+\mathrm {\gamma T} )}，其中{\displaystyle P_{0}}為原氣體壓力，{\displaystyle \mathrm {\gamma } }為體膨脹係數{\displaystyle {\frac {1}{273.15}}}，{\displaystyle \mathrm {T} }為攝氏或克氏溫標。

## 定容查理定律
所謂定容查理定律是指定量定容的理想氣體，壓力與絕對溫度成正比，即{\displaystyle {P_{1} \over P_{2}}={T_{1} \over T_{2}}} 。在實際應用上，可以做成定容氣體溫度計。通常會將此關係式改寫為{\displaystyle V_{T}=V_{0}(1+\mathrm {\gamma T} )}，其中{\displaystyle V_{0}}為原氣體體積，{\displaystyle \mathrm {\gamma } }為體膨脹係數{\displaystyle {\frac {1}{273.15}}}，{\displaystyle \mathrm {T} }為攝氏或克氏溫標。

## 歷史
約瑟夫·路易·給呂薩克出生於法國上維埃納省，早期曾擔任克勞德·貝托萊的實驗助手。因此給呂薩克早期的許多研究工作，大都是在貝托萊和拉普拉斯位於位於亞捷的一間鄉下實驗室裡完成的。
在實驗室中，給呂薩克的第一項重要研究就是氣體的熱膨脹效應。1802年，他證明任何氣體當升高相同溫度時，體積會膨脹相同的比例，即任何氣體都具有相同的熱膨脹係數。他以細膩煩瑣的方法，正式揭示出定量氣體在定壓下氣體體積與溫度間的關係。此外，這個關係在半世紀後，由英國物理學家克爾文爵士確立了其熱力學意義，制定新的溫標絕對溫度。其實查理在1787便已知道了這個發現，只是當時沒有發表，也未引起世人注意，直到給呂薩克重新提出，才普遍得到重視，早年都稱「查理定律」，但為表彰盖-呂薩克的貢獻而稱為「查理-盖呂薩克定律」。